# Calycopis amplia
Calycopis amplia är en fjärilsart som beskrevs av William Chapman Hewitson 1877. Calycopis amplia ingår i släktet Calycopis och familjen juvelvingar. Inga underarter finns listade i Catalogue of Life.